# Zscherben (Teutschenthal)

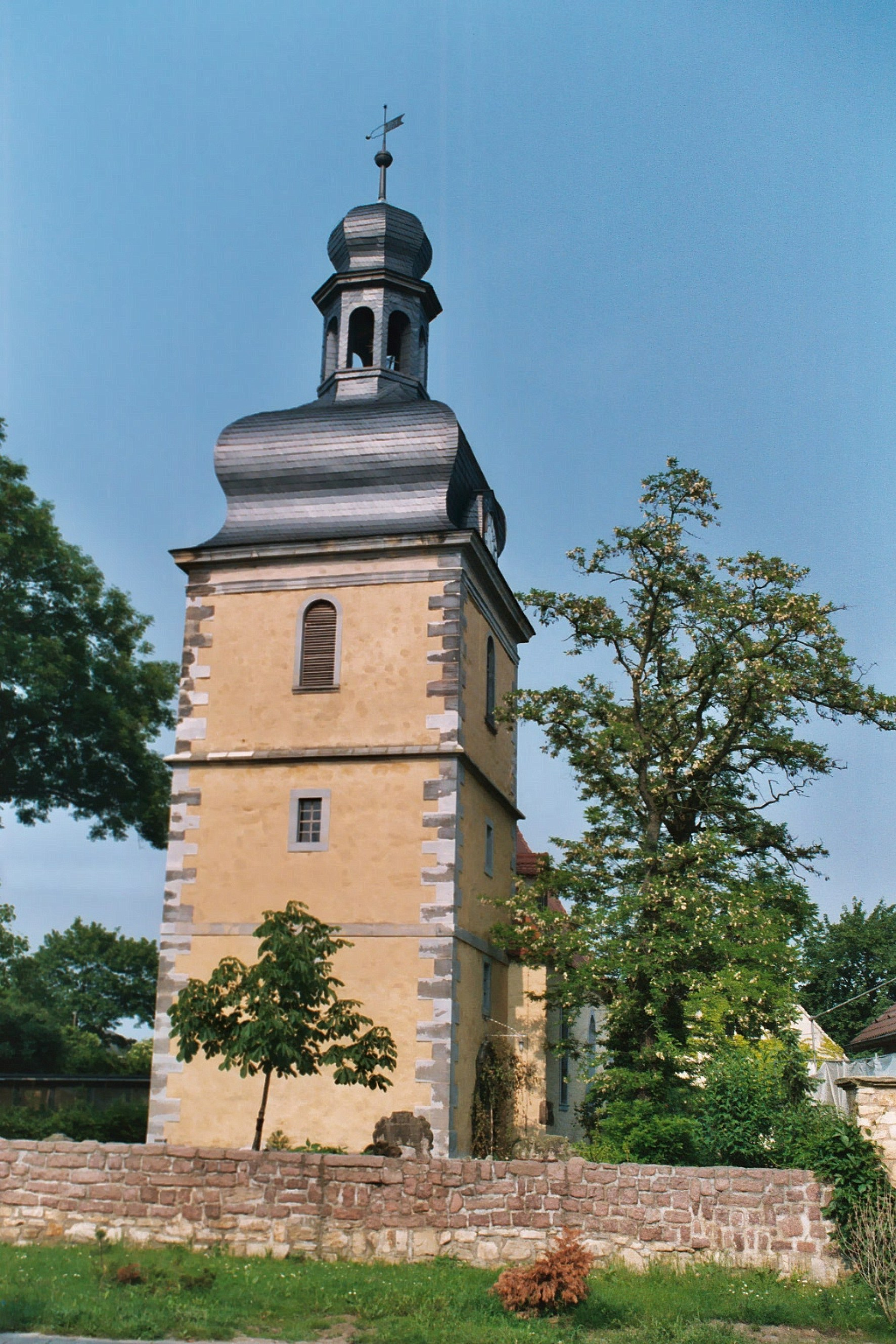
Kirche St. Cyriakus Zscherben

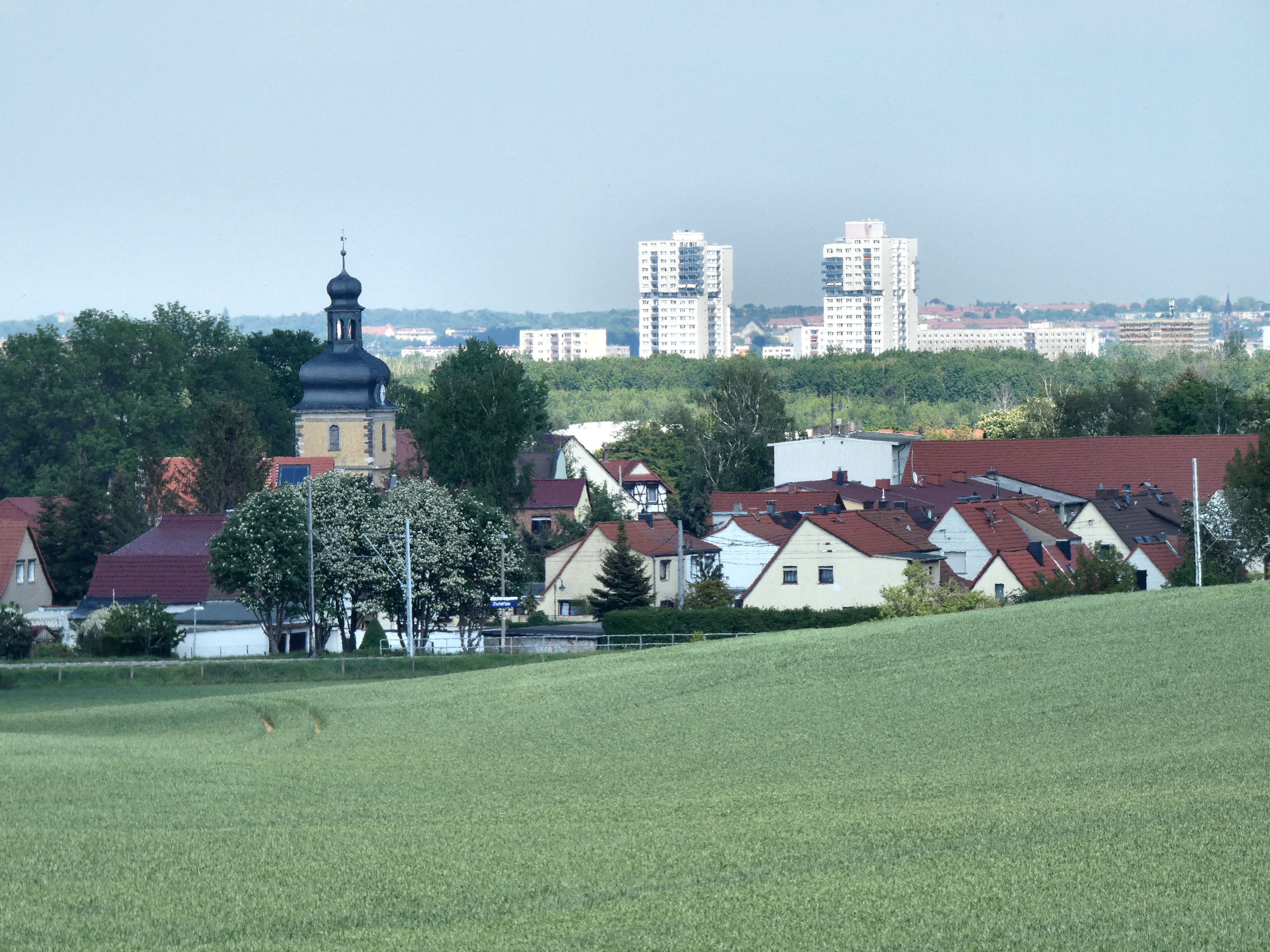
Zscherben mit Blick nach Halle-Neustadt

Zscherben ist ein Ortsteil der Gemeinde Teutschenthal im Saalekreis in Sachsen-Anhalt, Deutschland. Das Dorf liegt etwa fünf Kilometer nordöstlich von Teutschenthal. Das Stadtzentrum der kreisfreien Stadt Halle (Saale) liegt etwa 7,8 Kilometer östlich von Zscherben.

## Geschichte
Die erste urkundliche Erwähnung der slawischen, dem Namen nach wahrscheinlich sorbischen Siedlung stammt aus dem Jahr 981; 1981 feierte das Dorf daher sein tausendjähriges Jubiläum. Zwischen dem Jahr 1702 und 1750 ereigneten sich schwere Brände, die Zscherben nahezu vollständig verwüsteten.
Zscherben, früher auch als „Scherben“ bezeichnet, gehörte zum Amt Giebichenstein im Saalkreis des Erzstifts Magdeburg. 1680 kam das Hochstift Magdeburg als Herzogtum Magdeburg unter brandenburg-preußische Herrschaft.
Mit dem Frieden von Tilsit wurde Zscherben im Jahr 1807 dem Königreich Westphalen angegliedert und dem Distrikt Halle im Departement der Saale zugeordnet. Der Ort gehörte zum Landkanton Halle. Nach der Niederlage Napoleons und dem Ende des Königreichs Westphalen befreiten die verbündeten Gegner Napoleons Anfang Oktober 1813 den Saalkreis.
Bei der politischen Neuordnung nach dem Wiener Kongress 1815 wurde der Ort im Jahr 1816 dem Regierungsbezirk Merseburg der preußischen Provinz Sachsen angeschlossen und dem Saalkreis zugeordnet.
Ende April 1945 wurde der Ort von den US-Amerikanern eingenommen und der sowjetischen Besatzungszone zugesprochen. Am 1. Juni 1945, vor dem Einmarsch der Roten Armee, verbrannte der damalige Bürgermeister Grätzner die gesamte Dorfchronik.
Am 1. Januar 2005 wurde Zscherben nach Teutschenthal eingemeindet.

## Verkehr
Zscherben hat einen Haltepunkt an der Bahnstrecke Halle–Hann. Münden mit stündlichem Halt der S-Bahn Mitteldeutschland S7 Richtung Halle (Saale) und Lutherstadt Eisleben. Weiterhin verbindet die Buslinie 36 der HAVAG Zscherben mit Halle-Neustadt und weiter bis zur Haltestelle Heide-Universitätsklinikum.
Nördlich des Ortes verläuft die Bundesstraße 80, südlich von Zscherben die neugebaute Teilstrecke der Landesstraße 164, über die ein Anschluss zur A 143 besteht.